# Claudio Lustenberger
Claudio Lustenberger (Lucerna, 6 gennaio 1987) è un allenatore di calcio ed ex calciatore svizzero, di ruolo difensore, vice allenatore del Lucerna.